# Dicominae
Dicominae je podtribus glavočika, dio tribusa Dicomeae. Sastoji se od 6 rodova

## Rodovi
1. Subtribus Dicominae S. Ortiz
  1. Macledium Cass. (17 spp.)
  2. Gladiopappus Humbert (1 sp.)
  3. Cloiselia S. Moore (4 spp.)
  4. Dicomopsis S. Ortiz (1 sp.)
  5. Pasaccardoa Kuntze (4 spp.)
  6. Dicoma Cass. (36 spp.)